# Anne-Margaretha
 (février 2016).
Si vous disposez d'ouvrages ou d'articles de référence ou si vous connaissez des sites web de qualité traitant du thème abordé ici, merci de compléter l'article en donnant les références utiles à sa vérifiabilité et en les liant à la section « Notes et références ».
Le Anne-Margaretha est un ketch à coque acier, de 22 m de long, construit en 1996. Il a comme port d'attache Haarlem aux Pays-Bas.

## Historique
Le Anne-Margaretha a été dessiné par l’architecte naval Martin Bekebrede en 1996 et construit par le constructeur naval Heinz Wutschke de Haarlem (Pays-Bas). Il a été conçu pour des mers difficiles : la longue quille et le gréement relativement bas facilitent les manœuvres et la navigation.
Le bateau a commencé à naviguer en 2000. De 2001 à 2007 et en 2009 le bateau a participé aux Tall Ships' Races dans le nord et le sud de l’Europe avec un équipage dont la moitié avait moins de 25 ans. En 2004, le Anne-Margaretha a couru la Race of the Classics pour étudiants. En 2010 et 2015, il participait à la Race of the Classics for Young Professionals.
En 2007-2008, il faisait son premier voyage dans l’hémisphère sud : en passant par les Îles Canaries et celles du Cap-Vert, faisait la traversée de l’Atlantique jusqu’au Brésil. De là, il partit à Ushuaïa, ville de la pointe sud de l’Argentine et à partir de cette ville partit trois fois en Antarctique. En passant par la Patagonie et la côte du Chili, il continua son voyage vers les Îles Galápagos, le canal de Panama, Cuba, les Bermudes et les Açores. Enfin le retour se fit via l’Espagne.
En 2009-2010, le Anne-Margaretha a refait le même voyage. En 2014-2015, il a de nouveau navigué jusqu’à Ushuaïa, pour aller trois fois consécutivement en Antarctique. Ensuite, le bateau a voyagé vers les Îles South Georgia et Gough dans le sud de l’Atlantique ; puis Kaapstad, Sainte-Hélène, l'île de l’Ascension, les îles du Cap-Vert et les Açores. De nouveau, le voyage se termina en passant par l’Espagne jusqu’aux Pays-Bas.
En 2013, sur invitation de l’organisation russe Rusarc 80 de Saint-Pétersbourg, le Anne-Margaretha a fait une croisière à travers la Russie en passant par la rivière Svir jusqu’aux lacs Ladoga et Onega, puis par le canal de Belomorsk jusqu’à la mer Blanche pour finir à Archangelsk. Le trajet suivant a été des terres François-Joseph (81° 30' NB) pour enfin retourner à Mourmansk.
Depuis 2011, le bateau a fait douze voyages dans les mers du Spitzberg.